# Gaspare Finali
Gaspare Finali (Cesena, 1829. május 20. – Marradi, 1914. november 8.) olasz politikus.

## Életpályája
1846-50-ig jogot tanult Rómában és Bolognában, de emellett irodalommal és politikával is foglalkozott. Részt vett többek között egy, a pápai kormány ellen irányult összeesküvésben, ami miatt halálra ítélték. Piemontba menekült, ahol a pénzügyminisztériumban alkalmazták. Romagna bekebelezése után képviselővé, 1872-ben pedig szenátorrá választották. 1867-1868-ig az adók és a kincstári uradalmak igazgatója, 1868-69-ig (Cambray-Digny alatt) a pénzügyminisztérium főtitkára, 1869-73-ig a számvevőszék tagja, 1873-76-ig földművelési miniszter a Minghetti-kabinetben s 1889-91-ig (Crispi visszalépéséig) a közmunkák minisztere volt, noha előbb a jobbpárthoz tartozott.

## Művei
Számos közgazdasági művén kívül megírta Farini, Sella, Minghetti és Ricasoli életrajzát is, amelyek a Nuova Antologiában (1878) jelentek meg.